# Fodé Baro
Pour les articles homonymes, voir Baro.
Fodé Baro, né le 24 mai 1976 à Kissidougou, dans la savane guinéenne, est un chanteur et producteur de musique.

## Biographie
Descendant de la grande famille de marabouts (Walihou), réputée dans l’enseignement de l'Islam, Fodé Baro est issu d’une famille de Peulh-mandingues, fils d’Ibrahim Kalil Baro et de Samantenin Touré, Fodé Baro est né à Kissidougou dans la région de Kankan de la Guinée. Passionné pour la musique, dès les premières années de sa vie, il est charmé par le talent de feu Aboubacar Demba Camara, artiste guinéen des années 70.
A l’école, l’adolescent se fait remarquer très tôt au théâtre scolaire, ballet et autres rencontres musicales. « Il fut le plus jeune artiste sous le régime du président Sékou Touré, à participer aux plus grands cocktails présidentiels… » Témoigne M.Djapi Diawara (producteur de la musique mandingue à Paris).

## Carrière
Attiré dès son jeune âge par des instruments tels que le Tam-tam, le N’goni et la Guitare. Rejeté par toute la famille, Fodé interrompt ses études et se voit dans l’obligation de quitter sa terre natale, la Guinée. Mais comme un conquérant, Fodé reste fidèle à ses rêves qui le conduit en Sierra Leone dans les années 80 où il apprend le solfège avec un prêtre catholique français et participe au messes durant 5 ans bien étant musulman. En 1985 de retour en Guinée, il fait la connaissance de la célèbre chanteuse Myriam Makeba. Pour introduire l’orchestre de sa fille Bongui Makeba qui à l’époque avait besoin d’un bassiste. Il s’ensuit la réalisation d’un premier 30 cm et d’une tournée européenne. Pendant près de huit mois Fodé Baro a imposé son savoir-faire de grand bassiste au côté de feu Mlle Bongui à travers les grandes capitales européennes.
À la mort de celle-ci, Fodé Baro intègre la formation des messagers de Mory Findian où il côtoiera les grandes voix mandingues (Mory Kanté, Sory Kandia, Salif Keïta…). Fort de toutes ces expériences de musicien (bassiste) et chanteur, il ambitionne la scène internationale et choisit en 1990, Paris comme ville d’accueil.
A l’école de musique de Bastille de paris, il poursuit le perfectionnement de son art. En véritable méthodiste, il allie les mélodies et rythmes à travers le Zouk, le Soukous, le zoulou et inventa ainsi le tempo "Afro-zouk-mandingue" comme il dit : 
"Je ne suis pas qu’un zoukeur. Dans mes albums, on trouve des morceaux mandingues aussi, mais très modernes ! Mon souci et mon combat, c’est la musique guinéenne aujourd’hui. Je veux la faire connaître et pour cela, il faut la métisser". 
La complicité du célèbre musicien-arrangeur, monsieur Philippe Guez, Fodé Baro réalise son tout premier album solo, Donsokey (le chasseur) en 1992. Succès immédiat. Ce fut l’album de tous les honneurs : révélation et meilleur arrangement de l’année. De là s’ensuivra la réalisation de plusieurs autres album solo et compilations grâce à M. Sylla de Syllart production que l’artiste lui-même appelle affectueusement "Papa" 
Sans papiers, une compilation de vedettes africaines telles que Koffi Olomidé, Déese, Magic systéme, réalisée entre 1993 et 1996 pour soutenir les nombreux compatriotes africains menacés par la politique de l’immigration en France. Mais l’année de consécration sera 1999 : la sortie de son second album L’Aventurier en 1998 avec son titre Yirikikiki. Ce qui valut les prix de meilleur album et meilleur clip décernés à Libreville (Gabon) en 2000 par la chaîne de radio Africa n°1.
En 2002, Fodé Baro participe à nouveau à la réalisation d’une compilation guinéenne Les Leaders de Guinée, dans laquelle l’artiste rend hommage la capitale guinéenne, Conakry et à ses habitants pour leur soutien indéfectible et fidélité à la musique mandingue. Il restera fidèle à celui qui la découvert et fait connaître dans l’univers du show-biz au bord de la seine et partout en Afrique jusqu’à fin 2002 quand l’artiste sur permission de sa maison de production (syllart production), décide de mener une aventure. Le fruit de cette dernière est son nouvel album Sangali : première auto-production, l’artiste, après avoir conquis le milieu afro-caraïbéen, retrouve ses origines musicales avec cet album acoustique. Riche de sonorités mandingues qui marient rythmes et mélodies spécifiques de l’Afrique et sa profonde musique traditionnelle.

### Activiste
L’artiste dénonce les maux du XXIe siècle (misère, intolérance, racisme, guerre civile…). Il invite toutes les forces vive à prôner paix et amour. Ainsi, Sangali, hymne à l’amour souhaite faire échec à toute idée de discrimination, de domination de haine et entend appeler au respect de la différence et de la diversité ainsi qu’à une large solidarité entre les Hommes, piliers de la civilisation africaine.
Dans l’album Libération, il parle du top model Katoucha Niane, égérie guinéenne, décédée à Paris en 2008. (Elle a exporté la beauté guinéenne sur les podiums du monde entier mais aussi, la force des femmes guinéennes avec son combat contre l’excision. Elle était peu connue en Guinée, mais partout en Afrique. Il faut lui rendre hommage).

## Distinction
- 2022 : Trophées d'excellence aux victoires de la musique guinéenne,
- Double prix de meilleur album et meilleur clip décernés à Libreville (Gabon) en 2000 par la chaîne de radio Africa n°1 pour son second album L’Aventurier en 1998 avec son titre Yirikikiki[3].